# Какилашвили, Нугзар Шалвович
Нугза́р Ша́лвович Какилашви́ли (груз. ნუგზარ შალვას ძე კაკილაშვილი; род. 28 мая 1960 года) — советский футболист, полузащитник, мастер спорта СССР международного класса (1981).

## Биография
По данным официального сайта «Динамо Тбилиси», Какилашвили родился 28 мая 1960 года, хотя некоторые источники называют датой его рождения 25 августа. Он начал заниматься футболом с ФШ-35 Минпроса Тбилиси. В 1977 году он стал игроком «Динамо Тбилиси», но, прежде чем закрепиться в первой команде, некоторое время поиграл в дубле. В 1979 году «Динамо» выиграло кубок СССР по футболу и получило право на участие в Кубке обладателей кубков УЕФА. «Динамо» дошло до финала, Какилашвили вышел на замену при счёте 1:1 вместо Заура Сванадзе. За четыре минуты до окончания основного времени Виталий Дараселия принёс тбилисцам победу. Какилашвили играл за «Динамо» до 1987 года, за это время провёл в клубе 198 матчей и забил 21 гол. После ухода из «Динамо Тбилиси» он играл во втором дивизионе за «Гурию» и «Динамо Батуми» соответственно, а завершил карьеру в «Шевардени-1906». По завершении карьеры футболиста был назначен директором национального стадиона им. Бориса Пайчадзе. Возглавлял столичную федерацию футбола.